# Rivaz VD
| VD ist das Kürzel für den Kanton Waadt in der Schweiz. Es wird verwendet, um Verwechslungen mit anderen Einträgen des Namens Rivaz zu vermeiden. |

Rivaz ist eine politische Gemeinde im Distrikt Lavaux-Oron des Kantons Waadt in der Schweiz.

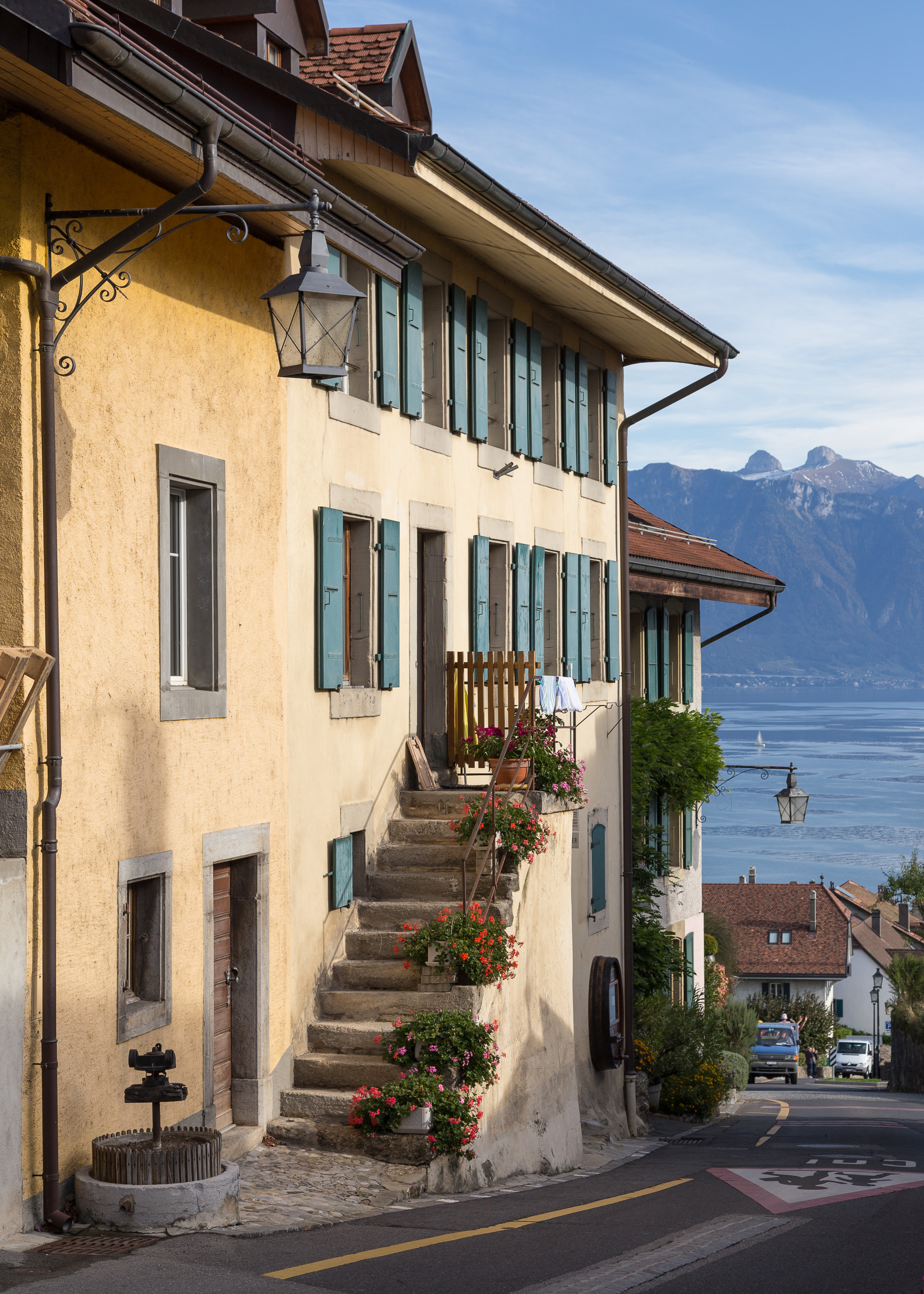
Rivaz, Route de Sallaz

## Geographie

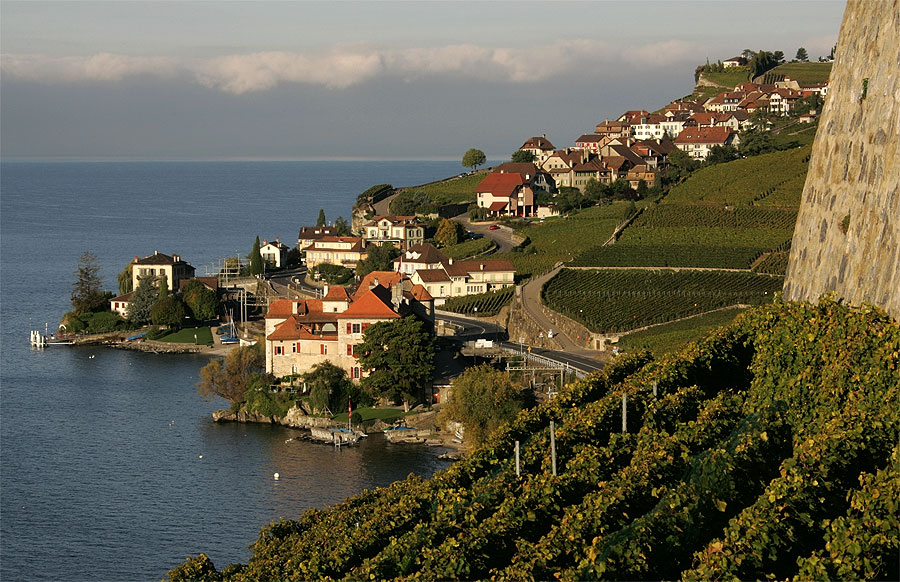
Blick auf Rivaz

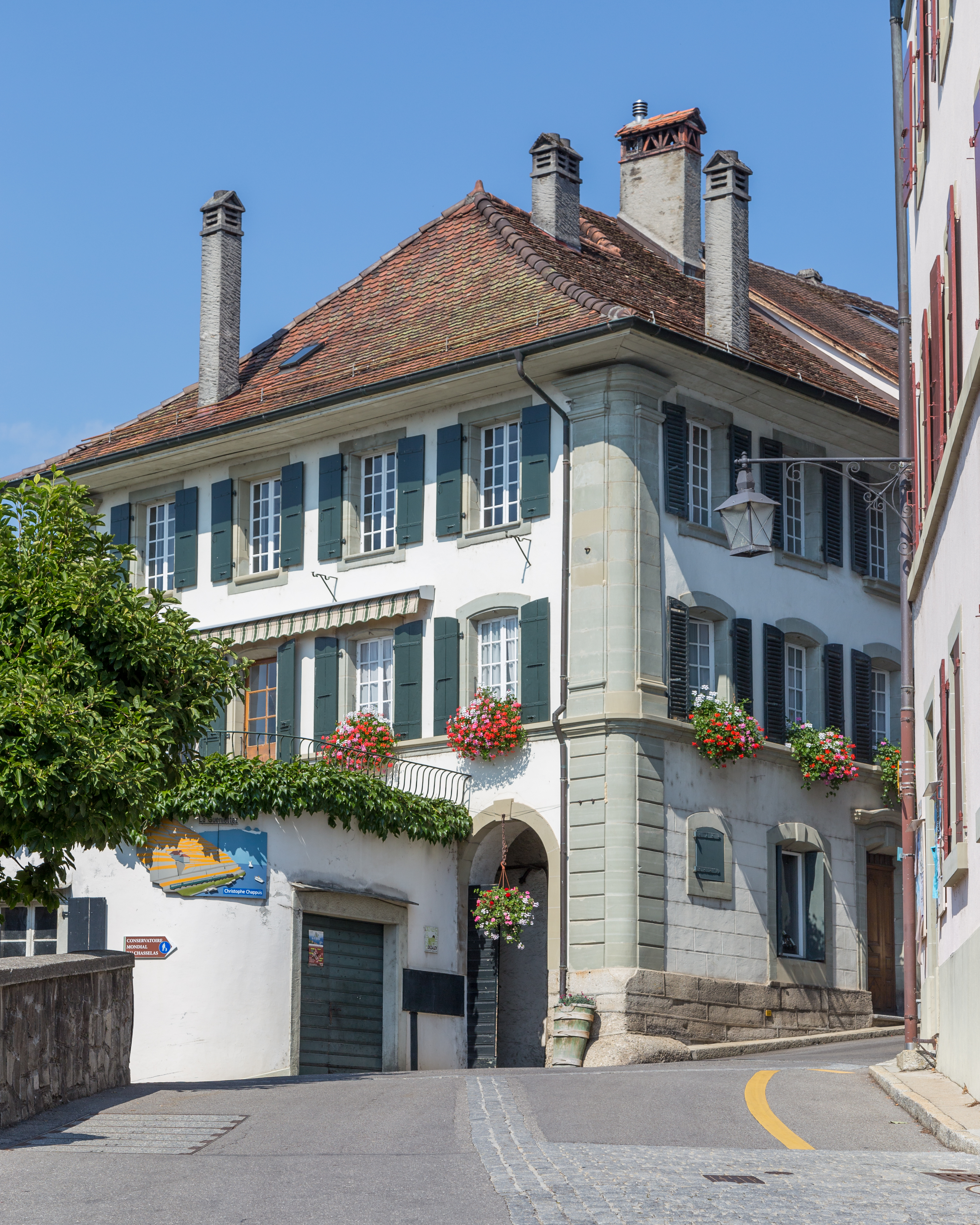
Winzerhaus En Bons Voisins 1

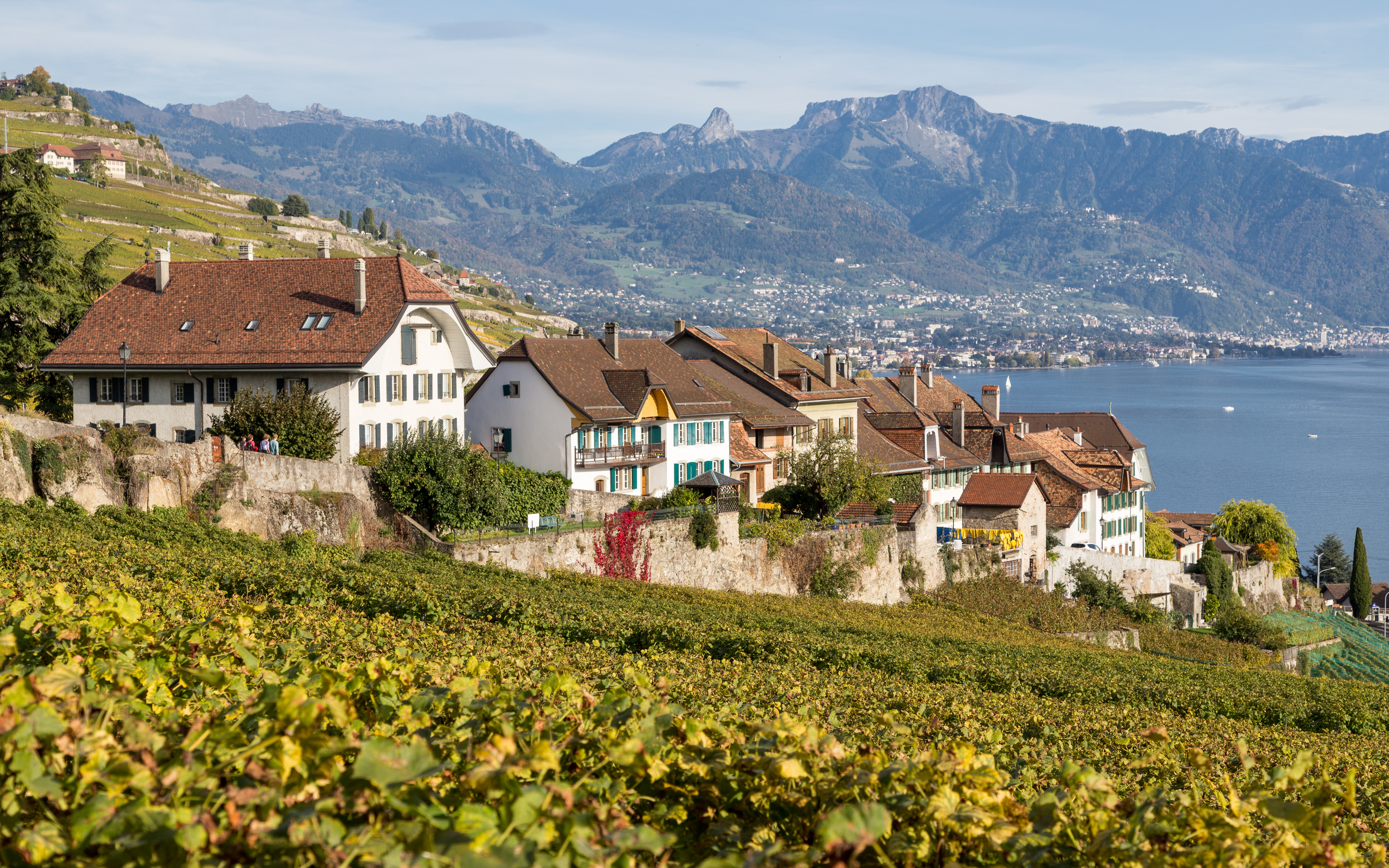
Route de Sallaz, Rivaz (Lavaux)

Luftbild (1964)

Rivaz liegt auf 445 m ü. M., 12 km ostsüdöstlich der Kantonshauptstadt Lausanne (Luftlinie). Das Winzerdorf erstreckt sich auf einem kleinen Geländevorsprung inmitten der Weinberge am Steilhang des Lavaux, unterhalb von Chexbres, an aussichtsreicher Lage rund 70 m über dem Seespiegel des Genfersees.
Mit nur 0,32 km² Fläche ist Rivaz die kleinste Gemeinde des Kantons Waadt. Zusammen mit der Gemeinde Gottlieben (ebenfalls 0,32 km² = 32 ha) ist es die kleinste Gemeinde der Schweiz. Das Gebiet umfasst einen Abschnitt des Lavaux am Nordostufer des Genfersees (rund 700 m Seeuferlinie). Der Gemeindeboden erstreckt sich vom Seeufer nordwärts den steilen Rebhang hinauf bis unterhalb des Siedlungsgebietes von Chexbres, wo mit 542 m ü. M. der höchste Punkt von Rivaz erreicht wird. Die westliche Begrenzung bildet der Bach Forestay. Von der Gemeindefläche entfielen 1997 25 % auf Siedlungen, 0 % auf Wald und Gehölze, 69 % auf Landwirtschaft, und etwas weniger als 6 % war unproduktives Land.
Zu Rivaz gehört der Weiler Sallaz (410 m ü. M.) am Rand einer kleinen Verebnungsfläche. Nachbargemeinden von Rivaz sind Puidoux, Chexbres und Saint-Saphorin (Lavaux).

## Bevölkerung
Mit 326 Einwohnern (Stand 31. Dezember 2023) gehört Rivaz zu den kleinsten Gemeinden des Kantons Waadt. Von den Bewohnern sind 83,6 % französischsprachig, 5,7 % deutschsprachig und 4,1 % portugiesischsprachig (Stand 2000). Die Bevölkerungszahl von Rivaz belief sich 1900 auf 328 Einwohner. Sie blieb während des gesamten 20. Jahrhunderts ziemlich stabil.

## Wirtschaft
Rivaz war bis in die zweite Hälfte des 20. Jahrhunderts ein vorwiegend durch die Landwirtschaft geprägtes Dorf. Noch heute hat der Weinbau an den optimal besonnten Hängen des Lavaux (rund 20 ha) einen wichtigen Stellenwert in der Erwerbsstruktur der Bevölkerung. In Rivaz werden Qualitätsweine der Appellationen Epesses, Dézaley, Saint-Saphorin und Calamin erzeugt. Weitere Arbeitsplätze sind im lokalen Kleingewerbe und im Dienstleistungssektor vorhanden (Weinkeller und -handlungen). In den letzten Jahrzehnten hat sich das Dorf auch zu einer Wohngemeinde entwickelt. Viele Erwerbstätige sind Wegpendler, die vor allem in Lausanne und in der Region Vevey-Montreux arbeiten.

## Verkehr
Die Gemeinde liegt zwar abseits der Durchgangsstrassen, ist aber verkehrstechnisch trotzdem gut erschlossen. Durch Riex führt eine Verbindung von der Hauptstrasse 9 am Seeufer hinauf nach Chexbres. Der nächste Autobahnanschluss an die 1974 eröffnete A9 (Lausanne–Sion) befindet sich bei Chexbres, rund 1,5 km vom Ort entfernt. Am 2. April 1861 wurde der Abschnitt Lausanne–Villeneuve der Bahnlinie von Lausanne ins Wallis mit einem Bahnhof in Rivaz in Betrieb genommen.

## Geschichte
Die erste urkundliche Erwähnung des Ortes erfolgte 1141 unter dem Namen Ripa; 1324 erschien die Bezeichnung Rippa. Der Ortsname leitet sich vom lateinischen Wort ripa (Ufer) ab. Die frühere Siedlung lag wahrscheinlich am Ufer des Genfersees, wurde aber im Jahr 563 aufgrund einer Flutwelle, welche durch einen Bergrutsch bei Martigny ausgelöst wurde, vollständig zerstört. Rivaz wurde danach in sicherer Höhe am Hang wieder aufgebaut.
Seit dem 13. Jahrhundert gehörte Rivaz den Bischöfen von Lausanne. Mit der Eroberung der Waadt durch Bern im Jahr 1536 gelangte das Dorf unter die Verwaltung der Vogtei Lausanne. Nach dem Zusammenbruch des Ancien Régime gehörte Rivaz von 1798 bis 1803 während der Helvetik zum Kanton Léman, der anschliessend mit der Inkraftsetzung der Mediationsverfassung im Kanton Waadt aufging. 1798 wurde es dem Bezirk Lavaux zugeteilt. Noch bis 1810 war Rivaz Teil der Grossgemeinde Saint-Saphorin und wurde erst danach eine politisch selbständige Gemeinde.

## Sehenswürdigkeiten
Dank dem Gesetz zum Schutz des Lavaux hat Rivaz seine ursprüngliche Gestalt als kompaktes Winzerdorf mit Bausubstanz aus dem 17. bis zum 19. Jahrhundert erhalten.
Die Getreidemühle «Moulins de Rivaz» wurde im 15. Jahrhundert erstmals erwähnt und mit der Zeit zu einem grossen Industriekomplex an der Bahnlinie ausgebaut. Sie wurde 2001 aufgegeben und bis 2005 abgebrochen. An dessen Stelle steht heute die Weindegustationsstätte «Lavaux Vinorama».

## Persönlichkeiten
- Samuel Chappuis (1809–1870), evangelischer Geistlicher und Hochschullehrer in Lausanne